# Districte d'Attock
El districte d'Attock  (urdú: اٹک) és una divisió administrativa del Panjab al Pakistan. Fou creada el 1904 per la unió del tehsil de Talagang (districte de Jhelum) amb els tehsils de Pindigheb, Fatehjang i Attock al districte de Rawalpindi. El límit occidental el forma el riu Indus. El seu nom original el 1904 fou districte de Campbellpur (per Sir Campbell qui havia fundat la ciutat de Campbellpore) i va agafar el nom d'Attock el 1978. La població (cens de 1998) era d'1.274.935 habitants; el 2008 s'estimava en 1.580.000 habitants. Una part important de la població són muhajirs (musulmans hindús). La capital és Attock.
La part nord del districte i territoris veïns forma la regió de Chhachh. A la vila de Dhullian al tehsil de Pindigheb s'explota el petroli i el gas des de 1930. Al Dhullian Chowk hi ha un famós Ghala Mandi.

## Administració
Està dividit en sis tehsils, cadascun governat per un nazim electe: 
- Attock
- Fateh Jang
- Hassan Abdal
- Jand
- Pindi Gheb
- Hazro

## Història
Fou part de l'antiga Gandhara, que tenia a Tàxila i Peshawar com a principals ciutats. Satrapia de la Pèrsia aquemènida hi va arribar Alexandre el Gran el 327 aC. Després va passar a Chandragupta, fundador de l'imperi Maurya al final del segle iv aC i sota Asoka es va convertir al budisme. A la segona meitat del segle iii aC fou part del regne Grec de Bactriana i al segle i aC era part de l'imperi Kushana fins al segle iii, i especialment sota Kanishka quan es va desenvolupar una escola d'escultura amb representacions de Buda i relleus representant escenes del budisme i dels texts budistes però amb elements grecoromans. Al segle v va passar a mans dels huns heftalites.
Segons la Imperial Gazetteer of India la història del districte segueix el mateix camí que la del districte de Rawalpindi. Fets locals són la derrota de hindushàhida Anand Pal prop d'Ohind a mans de Mahmud de Gazni; la fundació de la fortalesa d'Attock per Akbar el Gran el 1581 amb el nom d'Atak Banaras sota supervisió de Khawaja Shamsuddin Khawafi, per defensar els seus dominis d'una invasió des de Kabul per Peshawar, i els fets de la guerra dels Sikhs. El districte fou creat el 1904. La seva població agafant les dades específiques del districte abans de la constitució, era:
- 1881 de 444.307
- 1891 de 448.420
- 1901 de 464.430

Estava repartida en 4 viles i 614 pobles. Estava dividit en 4 tahsils
- Attock (superfície 1.686 km², població (1901) 150.550 habitants, i 141.063 deu anys abans, amb 194 pobles)
- Fatahjang
- Pindi Gheb
- Talagang

La capital inicial fou Attock (2.822 habitants el 1901)però després es va traslladar a Campbellpore (5-036 habitants el 1901). Aquestes dues eren viles i municiaplitats junt amb Pindi Gheb i Hazro (9.799 habitants).

## Personatges
Pāṇini, gramàtic nascut a Shalatula, prop d'Attock